# Edmund FitzAlan
Edmund FitzAlan, IX conde de Arundel (1 de mayo de 1285 - 17 de noviembre de 1326) fue un noble inglés que jugó un papel destacado en las disputas nobiliarias entre Eduardo II y sus barones. Fue convocado al Parlamento el 9 de noviembre de 1306 como conde de Arundel.

## Juventud y primeros años
Edmund FitzAlan nació en el castillo de Marlborough, en Wiltshire y era hijo de Sir Richard FitzAlan, VIII conde de Arundel y su esposa Alicia de Saluzzo, hija de Tomás I de Saluzzo. Heredó las propiedades y títulos de su padre tras la muerte de este último en 1302. Tras ser ordenado caballero el 22 de mayo de 1306, asistió como conde de Arundel al Parlamento convocado para noviembre de ese mismo año, y participó en las guerras escocesas. Ofició como Mayordomo Jefe (o Pincerna) en la coronación de Eduardo II. Durante algún tiempo se mostró contrario al monarca y a su favorito Piers Gaveston. En 1310 fue uno de los Lores defensores de las Ordenanzas de 1311 y uno de los cinco condes que, en 1312, se unieron en contra de Gaveston. Arundel se resistió a reconciliarse con el monarca tras la muerte de Gaveston y en 1314 negó su apoyo al rey en las campañas escocesas, lo que contribuyó en parte a la derrota inglesa de Bannockburn.
Pocos años después, Arundel se alió con los nuevos favoritos de Eduardo, Hugo Despenser el Viejo y su hijo Hugo Despenser el Joven, y casó a su hijo Richard con una hija de Despenser el Joven. Consintión de mala gana el destierro del valido en 1321 y apoyó los esfuerzos del rey por devolver a los Despenser a su posición. Durante los siguientes años, Arundel se convirtió en uno de los principales apoyos del rey, y tras la captura de Roger Mortimer en 1322 recibió gran parte de las tierras incautadas a Mortimer. Obtuvo también dos importantes cargos administrativos en tierras galesas, al ser nombrado Justicia de Gales en 1322 y Guardián de las Marcas Galesas, y por tanto Condestable del castillo de Montgomery, la sede del gobierno, en 1325.
Tras la huida de Mortimer de prisión y la invasión de Inglaterra en 1326, tan sólo Arundel y su cuñado John de Warenne permanecieron leales al rey. Arundel fue hecho prisionero en Shropshire por los partidarios de la reinaIsabel y decapitado sin juicio previo en Hereford. Posteriormente sería declarado proscrito, y sus propiedades y honores incautados por la corona, aunque serían devueltos a su hijo Richard FitzAlan, X conde de Arundel, durante el reinado de Eduardo III.

## Matrimonio y descendencia
En 1305 contrajo matrimonio con Alice de Warenne, hija de William de Warenne, hijo de John de Warenne, VII conde de Surrey y hermana de John de Warenne, VIII conde de Surrey, con la que tuvo la siguiente descendencia:
- Richard FitzAlan, X conde de Arundel
- Alice FitzAlan, nacida en 1314 en el castillo de Arundel y fallecida en 1385- 1386 en Knockin cerca de Oswestry. Se casó en primeras nupcias con John de Bohun, V conde de Hereford en 1325 y posteriormente con Roger le Strange, V Baron Strange; por último, en 1336 se casó con Robert Locke en Merton Priory.[3]